# Maxim Lvovič Koncevič
Maxim Lvovič Koncevič (rusky Максим Львович Концевич; * 25. srpna 1964 Chimki, Moskevská oblast, Ruská SFSR, SSSR) je rusko-francouzský matematik známý především pro své výsledky v teorii strun, nositel řady vědeckých ocenění včetně Fieldsovy medaile.

## Život a vědecká dráha
V letech 1980 až 1985 studoval matematiku na Lomonosovově univerzitě v Moskvě, studium zakončil doktorátem a ziskem titulu Ph.D. na Univerzitě v Bonnu v roce 1992.
Jeho výzkum je inspirován prácemi Richarda Feynmana a Edwarda Wittena. Zaměřuje se především na problémy algebraické geometrie, algebraické topologie a některé geometrické aspekty matematické fyziky, například teorii uzlů, kvantování, nebo zrcadlovou symetrii. Několika významných výsledků dosáhl při řešení problémů souvisejících s teorii strun, čímž přispěl k současné snaze matematiků a fyziků o nalezení tzv. teorie všeho.
Působil jako hostující profesor na Rutgersově univerzitě, dále na Harvardově univerzitě, Princetonské univerzitě a Kalifornské univerzitě v Berkeley. V současnosti je profesorem na francouzském institutu Institut des hautes études scientifiques a na americké Univerzitě v Miami.
Za své výsledky v matematice a teoretické fyzice obdržel několik významných vědeckých ocenění, včetně Fieldsovy medaile (1998) nebo Crafoordovy ceny (2008).